# Saluang
De saluang is een traditionele bamboefluit van de Minangkabau van West-Sumatra en tevens de naam van het genre muziek dat ermee gemaakt wordt. Bij dit genre wordt alleen gebruikgemaakt van de fluit en een zanger of zangeres die de melodie van de fluit volgt. Ook bij randai wordt vaak gebruikgemaakt van de saluang.
De saluang wordt bespeeld met gebruikmaking van circulaire ademhaling, waardoor zonder onderbrekingen de melodie gespeeld kan worden. De saluang heeft een ander labium dan de meeste andere fluiten. Men verkrijgt de toon door zacht tegen de scherpe bovenste rand (dat dus fungeert als labium) van de holle bamboepijp te blazen. Meestal heeft een saluang vier vingergaten.
Saluang kunnen versierd zijn met patronen die ingebrand worden maar zijn vaak ook onversierd.

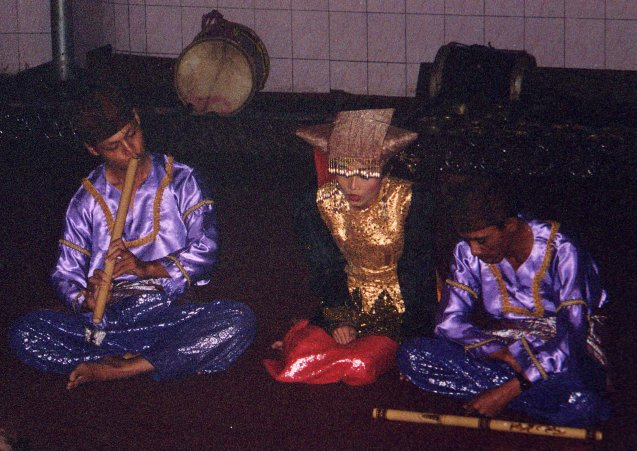
Saluang-uitvoering

De saluang is er in verschillende maten en kan recht aangeblazen worden of, zoals meer gebruikelijk, enigszins van opzij (zie afbeelding). Dit laatste komt ook terug in een Minangkabause uitdrukking: "Malengah bak cando urang basaluang", "opzij kijken, zoals iemand die saluang speelt": zich niet bemoeien met iets, er geen acht op slaan.
Tegenwoordig wordt saluang ook gebruikt in moderne popmuziek (Pop Minang, Saluang Moderen, e.d.), waarin de traditionele melodie elektronisch wordt geïmiteerd, of waarbij men gebruikmaakt van echte saluang.
De fluit en zijn naam zijn gerelateerd aan de suling of seruling die in andere delen van Indonesië wordt bespeeld.